# Жамбил (Мойинкумський район)
Жамби́л (каз. Жамбыл) — село у складі Мойинкумського району Жамбильської області Казахстану. Адміністративний центр та єдиний населений пункт Жамбильського сільського округу.
У радянські часи село називалось Джамбул або Жанатарлик.
Населення — 1222 особи (2021; 1234 у 2009, 1268 у 1999, 1569 у 1989).